# Yarelys Barrios
Pour les articles homonymes, voir Barrios.
Yarelys Barrios Castañeda (née le 12 juillet 1983 à Pinar del Río) est une athlète cubaine spécialiste du lancer du disque.

## Carrière
Elle se révèle durant la saison 2005 en remportant la médaille d'or des Championnats d'Amérique centrale et des Caraïbes de Nassau, aux Bahamas, avant de terminer deuxième des Jeux d'Amérique centrale et des Caraïbes dès l'année suivante, derrière sa compatriote Yania Ferrales. En 2007, la Cubaine remporte la finale des Jeux panaméricains se déroulant à Rio de Janeiro, et s'impose par ailleurs lors des Championnats du monde universitaires de Bangkok. Sélectionnée pour les Championnats du monde d'Osaka, Yarelis Barrios se classe troisième de la finale du disque avec un lancer à 63,90 m, mais est finalement désignée médaillée d'argent à la suite de la disqualification pour dopage de la Russe Darya Pishchalnikova, initialement deuxième du concours.
Elle établit la meilleure performance de sa carrière le 26 juillet 2008 en signant 66,13 m à Leiria, au Portugal. Figurant parmi les favorites des Jeux olympiques de 2008, Yarelis Barrios termine deuxième du concours avec la marque de 63,64 m, devancée de quarante centimètres par l'Américaine Stephanie Brown Trafton. En 2009, la Cubaine s'adjuge le titre des Championnats d'Amérique centrale et des Caraïbes avant d'établir son meilleur lancer de la saison en finale des Championnats du monde de Berlin. Auteur de 65,31 m, Barrios est devancée pour la médaille d'or par l'Australienne Dani Samuels qui réalise une marque supérieure de treize centimètres. Elle conclut l'année 2009 en s'imposant lors de la Finale mondiale d'athlétisme de Thessalonique avec 65,86 m.
En mars 2012, Yarelis Barrios s'impose aux championnats de Cuba 2012 à La Havane en réalisant un lancer de 68,03 mètres, soit son record personnel et une qualification automatique pour les Jeux olympiques d'été de 2012. À ces Jeux olympiques, initialement quatrième du lancer du disque, elle est reclassée troisième après la disqualification pour dopage de la Russe Darya Pishchalnikova,. En 2013, elle est médaille de bronze lors des Championnats du monde de Moscou.
Absente des pistes pour maternité (Ivanna, née en 2014), Yarelis Barrios fait son retour dans les cages de lancers le 13 février 2016 où elle lance 59,17 m. Une semaine plus tard, elle réalise 62,50 m.

### Suspension pour dopage (2016) et retraite (2017)
Le 1er septembre 2016, elle se voit retirer sa médaille d'argent des JO 2008, son échantillon sanguin étant positif à l'acétozolamide. Elle est suspendue jusque mi-juin 2017. Elle met un terme à sa carrière en avril 2017, à la suite de cette suspension. Elle réitère en 2018 son innocence « Il n'y a rien de pire que d'être propre et de savoir que vous êtes innocente ».

## Palmarès
| Date | Compétition                              | Lieu             | Résultat | Marque  |
| ---- | ---------------------------------------- | ---------------- | -------- | ------- |
| 2005 | Chp. d'Am. centrale et des Caraïbes      | Nassau           | 1re      | 56,59 m |
| 2006 | Jeux d'Amérique centrale et des Caraïbes | Carthagène       | 2e       | 58,22 m |
| 2007 | Jeux panaméricains                       | Rio de Janeiro   | 1re      | 61,72 m |
| 2007 | Universiade                              | Bangkok          | 1re      | 61,36 m |
| 2007 | Championnats du monde                    | Osaka            | 2e       | 63,90 m |
| 2008 | Chp. d'Am. centrale et des Caraïbes      | Cali             | 1re      | 62,87 m |
| 2008 | Jeux olympiques                          | Pékin            | —        | DQ      |
| 2008 | Finale mondiale                          | Stuttgart        | —        | DQ      |
| 2009 | Championnats du monde                    | Berlin           | 2e       | 65,31 m |
| 2009 | Chp. d'Am. centrale et des Caraïbes      | La Havane        | 1re      | 62,10 m |
| 2009 | Finale mondiale                          | Thessalonique    | 1re      | 65,86 m |
| 2010 | Ligue de diamant                         | Ligue de diamant | 1re      | détails |
| 2010 | Coupe continentale                       | Split            | 3e       | 62,58 m |
| 2011 | Championnats du monde                    | Daegu            | 3e       | 65,73 m |
| 2011 | Ligue de diamant                         | Ligue de diamant | 1re      | détails |
| 2011 | Jeux panaméricains                       | Guadalajara      | 1re      | 66,40 m |
| 2012 | Jeux olympiques                          | Londres          | 3e       | 66,38 m |
| 2012 | Ligue de diamant                         | Ligue de diamant | 2e       | détails |
| 2013 | Championnats du monde                    | Moscou           | 3e       | 64,96 m |
| 2013 | Ligue de diamant                         | Ligue de diamant | 3e       | détails |

## Records
| Épreuve          | Performance | Lieu      | Date         |
| ---------------- | ----------- | --------- | ------------ |
| Lancer du disque | 68,03 m     | La Havane | 22 mars 2012 |